# Kharilaos Vasilakos
Kharilaos Vasilakos (Grieks: Χαρίλαος Βασιλάκος) (Tripoli, 1877 - Athene, 1 december 1969) was een Grieks atleet, die eenmaal deelnam aan de Olympische Spelen.
In 1896 nam hij deel aan de Olympische Spelen van Athene. Hij kwam uit op de onderdelen marathon en 1500 m snelwandelen. Bij de marathon was hij een van de zeventien deelnemers en behaalde een zilveren medaille. Bij het snelwandelen moest hij genoegen nemen met een vijfde plaats.
Hij was aangesloten bij Panellinios GS in Athene.

## Persoonlijk record
- marathon - 3:06.03 (Athene, 1896).

## Palmares

### Marathon
- 1896:  OS - 3:06.03

### 1500 m snelwandelen
- 1906 5e OS - onbekend